# الکزاندر جانسون
الکزاندر جانسون (انگلیسی: Alexander Johnson؛ زادهٔ ۸ فوریهٔ ۱۹۸۳) بازیکن بسکتبال اهل ایالات متحده آمریکا است.
از باشگاه‌هایی که در آن بازی کرده‌است می‌توان به ممفیس گریزلیز، شوالیه‌های SK سئول، و میامی هیت اشاره کرد.